# Parawixia nesophila
Parawixia nesophila là một loài nhện trong họ Araneidae.
Loài này thuộc chi Parawixia. Parawixia nesophila được Ralph Vary Chamberlin & Wilton Ivie miêu tả năm 1936.